# Vilcabamba (parroquia de Loja)
Vilcabamba es una parroquia del cantón Loja ubicada en el valle del mismo nombre (también conocido como Valle Sagrado o Valle de la Longevidad), ubicado a 41 kilómetros al sur de la ciudad de Loja, en Ecuador. El lugar tiene fama de que sus habitantes suelen alcanzar una avanzada edad.

## Características
Vilcabamba, con sus ríos de aguas nutridas de magnesio y hierro, tiene un clima privilegiado (con una temperatura promedio de 19,4 °C), noches despejadas y vegetación exuberante, que convierten a este pequeño valle en un paraíso perdido y un punto de encuentro para turistas de todo el mundo.

## Atractivos Turísticos
Vilcabamba es el principal atractivo para turismo de salud, se encuentra a 41 km de Loja, es conocida en el mundo como la «Isla de la longevidad» porque en este lugar encontramos personas que sobrepasan los 100 años, muchos científicos a nivel mundial han realizado investigaciones sobre su clima, su agua y otros elementos para determinar las razones por las cuales las personas sobreviven tantos años, tiene una temperatura que se mantiene entre 18 y 22 °C. Se cree que el clima y el agua tienen propiedades curativas para las enfermedades del corazón. Para llegar contamos con una carretera asfaltada, hay servicio de transporte de taxis, transporte ejecutivo y buses.
Vilcabamba, gracias a la pantalla natural que forma la cordillera de los Andes al sol desde las 6 a.m. hasta las 7 p.m. en las partes altas y las partes bajas desde las 7 a.m. hasta las 6 p.m. los días transcurren con abundante sol, no existen vientos que desvíen el aire templado lleno de oxígeno, la misma naturaleza dota al valle de Vilcabamba de aire agradable, clima de primavera perpetua posee un atractivo particular puesto que en él viven los longevos lo que se debe a su clima y especialmente al agua de los ríos de dicho valle que son el Chamba y el Uchima, con aguas medicinales. El clima es un factor para normalizar el buen funcionamiento del corazón, favorece para que no haya infecciones porque no hay cambios bruscos de temperatura.
La base de la alimentación la constituyen los productos de las propias cosechas y resultantes de las propias faenas agrícolas, consumen una buena cantidad de frutas propias del lugar
La arquitectura de este valle mantiene un estilo tradicional republicano que conserva la identidad de lo que fueran las viviendas en el centro de la ciudad de Loja en la época republicana; por otro lado el conjunto de viviendas que actualmente rodean el parque de la parroquia Vilcabamba no ha sufrido ninguna modificación debido a la limitación de recursos económicos por parte de los propietarios.
Enclavado en la mitad del valle se encuentra el cerro Mandango "Dios Acostado”, este montículo tiene la forma de una pirámide de la cual se cuentan una serie de fábulas y leyendas.
Constituye una geoforma bastante atractiva dentro del paisaje que circunda el valle. Su aspecto se debe a procesos erosivos concentrados en el lugar. Si  bien existen otras colinas al sur de Vilcabamba con cierta similitud litológica y que muestran ciertos rasgos erosivos concentrados en el lugar. Se puede acceder al cerro en caminata o caballo.  El parque Recreacional Yamburara con una extensión de 32 530 km², es un ambiente recreacional propio para el descanso y la sana diversión, cuenta con áreas verdes, piscinas, vivero, mini zoológico, por ello permite varias actividades, además de facilitarle preparar sus propios alimentos, en hornillas de cemento ubicadas en el parque. Cuenta con diferentes áreas: recreativa, piscina, vivero, orquideario, mini-zoológico, caminos y andenes.

## Migración y economía
Uno de los aspectos que han influido en la dinámica de la economía de Vilcabamba sin duda son los procesos migratorios; tanto de su población hacia otras partes del país, Estados Unidos y Europa, como de personas de diferentes partes del mundo que se han radicado en el valle de Vilcabamba y sus alrededores.
En el caso de los locales que han emigrado, este es un proceso que se ha venido dando desde hace varias décadas, incrementándose durante las épocas de sequía en la zona, o durante crisis económicas nacionales. Los emigrantes, con el dinero ganado en el exterior, también contribuyen al crecimiento de la ciudad y del cantón. De igual manera, quienes han retornado han empezado proyectos de emprendimiento que dinamizan la economía local.

## Historia
El primer encomendero de Vilcabamba fue Don Pedro de León por los años 1538-1581. Fue fundada el 1 de septiembre de 1576 por el español Luis Fernando de la Vega, más tarde se le da la categoría de parroquia eclesiástica con el nombre de «La Victoria», designando a su primer sacerdote Padre José María Aldeán, Cura Teniente Coadjutor. En la Ley del 29 de mayo de 1861, en la división territorial del Ecuador, la Convención Nacional elevó a Vilcabamba a la categoría de Parroquia Civil del cantón Loja.
Gracias al Lic. Víctor Carpio Toledo, con la de Victoriano Albito Orellana, luego de un exhaustivo trabajo investigativo, primero en los archivos del Municipio de Loja, Consejo Provincial, Gobernación de la Provincia y Casa de la Cultura, con resultados infructuosos, acudió a otras fuentes en la Capital de la República, como  la Biblioteca P. Aurelio Espinosa Pólit, de los Jesuitas, la más antigua y completa del país, en donde se les informa que los archivos de la Historia del Ecuador fueron enviados al Archivo Nacional de la Casa de la Cultura Ecuatoriana, dirigido por el historiador y antropólogo Dr. Alfredo Costales Costales, quien manifiesta que en la Ley del 29 de mayo de 1861 sobre la División Territorial, se incluye todos los cantones y parroquias creados hasta la fecha, logrando de esta manera obtener  la partida de nacimiento de la parroquia Vilcabamba, que desde el 2006 celebra su aniversario de creación.

## Toponimia
El nombre está compuesto por vilca que viene del término indígena "willka",[cita requerida] el árbol Anadenanthera colubrina con propiedades alucinógenas que los incas y otros pueblos que han habitado la zona consideraban mágico y sagrado, y de bamba, que es una modificación de pampa, terreno descubierto o llanura; por lo tanto, Vilcabamba significa "llanura del huilko". Actualmente, este árbol está casi extinguido a excepción de algunas reservas en la zona. Otra teoría es que el wilco es un árbol que ayuda a facilitar la respiración por su capacidad de producir más oxígeno, uno debe de sentarse bajo sus ramas y respirar, para notar el beneficio de aire más puro. Es común encontrar los árboles en el valle, solamente hay que saber identificarlo, ya sea por su tamaño o forma de hojas.[cita requerida]
Una etimología alternativa considera que vilca procede de "willka", que significa sagrado, ídolo, según el diccionario quichua-castellano de Luis Cordero. Además, bamba deriva de "panpa", en quechua. De modo que Vilcabamba significa "llanura sagrada". Se cree que el lugar era uno de los sitios de descanso del Inca, en sus viajes a través del Tahuantinsuyo.

## Longevidad en Vilcabamba
Vilcabamba es reconocido mundialmente por la excepcional longevidad de sus habitantes, muchos de los cuales han superado los 100 años de vida en buen estado de salud. La combinación de un clima templado con temperaturas entre 18 y 22 grados centígrados, un estilo de vida activo, y una dieta baja en grasas y rica en fibra, junto con el consumo de agua de alta calidad con minerales como magnesio y calcio, son considerados factores clave para la salud cardiovascular y general de los vilcabambeños.

La fama de Vilcabamba como un centro de longevidad surgió en la década de 1970, cuando fue destacada por la revista National Geographic como una de las "tres islas de la longevidad" del mundo, junto a Abjasia y el valle de Hunza en Pakistán. Desde entonces, el valle ha atraído la atención de científicos, médicos y personas interesadas en los secretos de la longevidad, convirtiéndose en un destino popular para jubilados y extranjeros que buscan un estilo de vida saludable. Sin embargo, el aumento del turismo y la adopción de nuevas costumbres han llevado a una disminución en el número de longevos, con solo 47 personas mayores de 100 años registradas en 2020, de una población total de más de 7000 habitantes. 

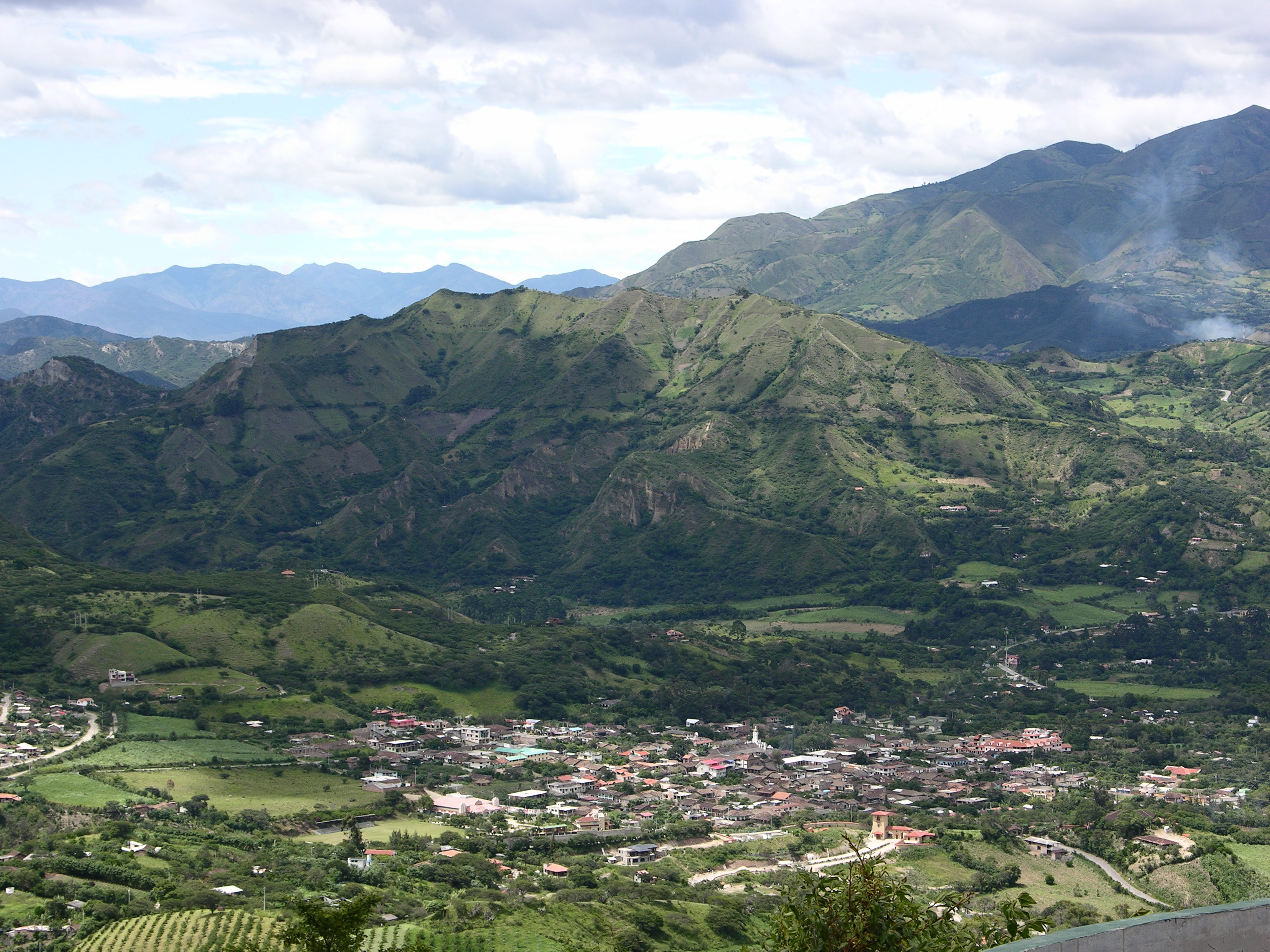
El valle de Vilcabamba.

## Datos de interés
| Región:                | Sierra                 |  |
| Provincia:             | Loja                   |  |
| Latitud:               | 4º 15' 21" S           |  |
| Longitud:              | 79º 13' 08" O          |  |
| Clima:                 | 19 °C a 27 °C          |  |
| Altitud                | 1500 m s. n. m.        |  |
| Fundación:             | 8 de diciembre de 1548 |  |
| Código postal:         | EC110161               |  |
| Prefijo telefónico:    | 593 7                  |  |
| Moneda:                | Dólar estadounidense   |  |
| Idioma predominante:   | Español                |  |
| Distancia a Guayaquil: | 453 km aprox.          |  |
| Distancia a Quito:     | 695 km aprox.          |  |

## Compendios
Vivir 100 años es posible, especialmente para los habitantes de Vilcabamba

Este pueblito, ubicado a 41 km al sudeste de Loja y a 1500 m s. n. m., ostenta varios mitos que le dan una mística especial: entre ellos, que sus habitantes son los más longevos del mundo y que algunos han superado los 120 años de vida. A pesar de que muchos niegan lo que los folletos turísticos afirman, es imposible no sentir curiosidad por la gente que envejece (o se rejuvenece) en este valle escondido." (Universidad Maimónidies). Todo comenzó en 1954, cuando en el 8 de agosto de 1954, en el periódico Baltimore Sun, apareció el artículo "El Misterio más asombroso de la Medicina", escrito por el Dr. Eugene H. Payne. Unos meses después, en noviembre de ese mismo año, en la revista Reader's Digest apareció el mismo artículo con otro nombre "Islas de Inmunidad", donde por primera vez se hace conocer al mundo el nombre de la población lojana de Vilcabamba en el Ecuador.
Todo comenzó en 1970 y se acentuó en las últimas décadas. El investigador Víctor Carpio dijo que los primeros estudios sobre esas bondades en enfermedades cardiovasculares originaron el arribo de extranjeros.
En 1969, durante el gobierno de José María Velasco Ibarra, se organizó la primera misión científica liderada por el doctor Miguel Salvador. Este grupo se sorprendió por la longevidad de sus habitantes. Por la gran cantidad de personas que sobrepasaba los 100 años se planteó otro estudio, dijo Carpio. Los resultados se difundieron a escala mundial. La misión científica también contó con el apoyo de investigadores de Europa y Estados Unidos, indico.
La visita del comediante mexicano Mario Moreno ‘Cantinflas’ en 1970 fue otro hecho que generó réditos. Él llegó por una enfermedad cardiovascular. La lojana Judith Ojeda conversó y atendió al artista en el único bar que había en el pueblo en 1970. ‘Cantinflas’ vivió en este valle entre septiembre y diciembre de ese año. No existe ninguna evidencia de la presencia del cómico mexicano "Cantinflas". Jubilados de todo el mundo, especialmente de Estados Unidos y Canadá han llegado para radicarse permanentemente en el valle, generando cosas positivas y negativas, en el antes tranquilo valle de Vilcabamba.